# Metacrisia courregesi
Metacrisia courregesi là một loài bướm đêm thuộc phân họ Arctiinae, họ Erebidae.